# Franks Welt
Franks Welt ist ein deutscher Dokumentarfilm von Peter Hümmeler aus dem Jahr 2009. Seine Premiere feierte der Film am 30. Oktober 2009 auf den Internationalen Hofer Filmtagen.

## Handlung
Frank lebt in der niedersächsischen Provinz. Hier hat er sich hinter zwei Meter hohen Mauern sein eigenes kleines Reich geschaffen. In diesem Refugium ist er der Chef über Pferde, Hunde, Schlangen, Spinnen, Echsen, ein paar Mandrills und seine Freundin Nadine. Hier stört es niemanden, dass Frank sein Geld als Zuhälter verdient und ab und zu ein Hakenkreuz-T-Shirt bei der Gartenarbeit trägt. Da dies vor den Mauern ganz anders ist, zieht er sich auch immer weiter in seine eigene Welt zurück.
Seine Rolle als Zuhälter lebt er nur sporadisch und unfreiwillig aus, wenn er sich seine dicken Goldketten überhängt, in seinen Hummer steigt und in den 50 km entfernten FKK-Club fährt, um seinen Anteil von seinem Geschäftspartner abzuholen. Vor Ort berichtet Frank von dem mitunter von Gewalt geprägten Weg in die Zuhälterei. Ohne Reue will er seine Vergangenheit hinter sich lassen und sich einer anderen Zukunft zuwenden.
Auf dem Hof erzählt die 19-jährige Nadine von ihren Anfängen in der Prostitution und der Arbeit in Franks Club, wo sich beide kennenlernten. Sie zog zu ihm nach Hause und arbeitete weiterhin in seinem Bordell.
Auf seinem Hof hat Frank begonnen sich ein zweites Standbein aufzubauen und züchtet nun Bullterrier und American Pit Bull Terrier. Doch sein Leben verläuft anders als geplant, als seine Freundin Nadine schwanger wird und eine Tochter zur Welt kommt. Langsam freundet sich Frank mit der Vaterrolle an und kehrt in seinen Beruf zurück, um für die Familie Geld zu verdienen.

## Kritik
Harald Mühlbeyer beschreibt den Film als ein „sehr nahe[s], einfühlsame[s], faszinierende[s] Porträt“, das auch sehr lustig sei, „weil Frank so ne richtige Type ist“. Rüdiger Suchsland vom Kölner Stadtanzeiger zählt Franks Welt zu den „interessantesten und gewagtesten“ Filmen der Internationalen Hofer Filmtage, dessen Protagonist der Regisseur mit „viel Empathie“ porträtiere.